# Titularbistum Elearchia
Elearchia ist ein Titularbistum der römisch-katholischen Kirche.
Es geht zurück auf ein früheres Bistum der gleichnamigen antiken Stadt in der römischen Provinz Aegyptus in Ägypten. Das Bistum gehörte der Kirchenprovinz  Cabasa an.
| Titularbischöfe von Elearchia |                        |                                               |                 |                |
| Nr.                           | Name                   | Amt                                           | von             | bis            |
| 1                             | Adalbert Schmücker OFM | Apostolischer Vikar von Nord-Shandong (China) | 19. August 1920 | 8. August 1927 |